# Szpatułka

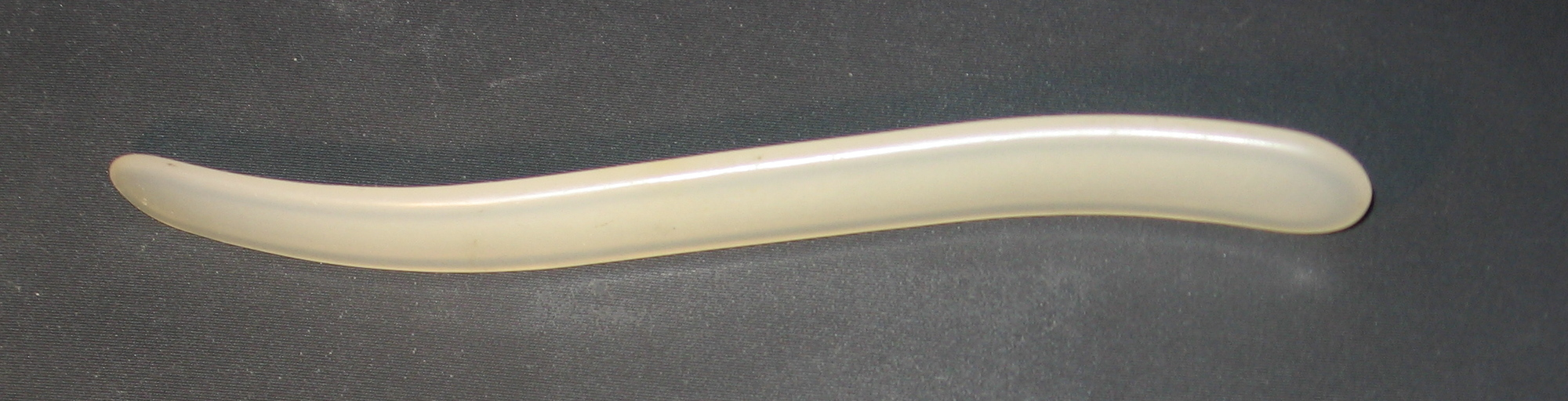
szpatułka lekarska z tworzywa sztucznego

Szpatułka – narzędzie laboratoryjne lub medyczne, rodzaj wąskiej łopatki. Wykonana może być z drewna lub tworzywa sztucznego, a w zastosowaniach laboratoryjnych - także ze szkła lub metalu.
W medycynie szpatułka ma niemal zawsze zaokrąglone brzegi i służy najczęściej do badania jamy ustnej: przy pomocy szpatułki lekarz może – uciskając lekko język pacjenta – zajrzeć do gardła. Szpatułka lekarska ma długość kilkunastu centymetrów i szerokość około 1 cm; nie musi być płaska, czasem może być lekko wygięta (jak na zdjęciu obok), dzięki czemu lekarz nie zasłania sobie własną dłonią pola widzenia.

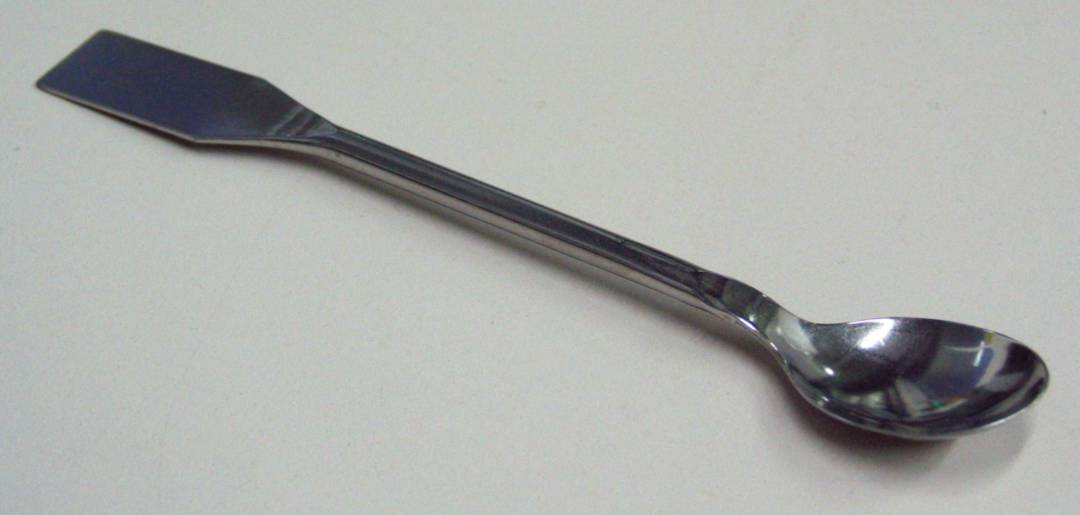
szpatułka laboratoryjna z łyżeczką

W laboratorium chemicznym lub biologicznym szpatułka (łopatka laboratoryjna) służyć może do nabierania materiałów sypkich, do ich mieszania lub rozprowadzania po płaskich powierzchniach. Szpatułki laboratoryjne mogą być nieco mniejsze od lekarskich, niektóre mają wyodrębnioną część spłaszczoną oraz uchwyt, niekiedy przeciwległy koniec szpatułki ma kształt łyżeczki.
Odmianą szpatułek, stosowanych czasem w gospodarstwie domowym, są narzędzia do rozsmarowywania masła lub margaryny na kromce chleba. Wykonane w postaci małej deszczułki, czasem dołączane są jako reklamowy gadżet do opakowania margaryny. Szpatułkę taką można bezpiecznie dać przy stole dziecku zamiast noża, nie ryzykując skaleczenia przy nauce posługiwania się sztućcami.